# Cazeresellipsis
Cazeresellipsis is een kevergeslacht uit de familie van de boktorren (Cerambycidae). De wetenschappelijke naam van het geslacht werd voor het eerst geldig gepubliceerd in 2013 door Sudre & Bordon.

## Soorten
Cazeresellipsis is monotypisch en omvat slechts de volgende soort:
- Cazeresellipsis kataouii Sudre & Bordon, 2013